# Hori (Klan)

Wappen der Iida-Hori (Pflaumenblüte)

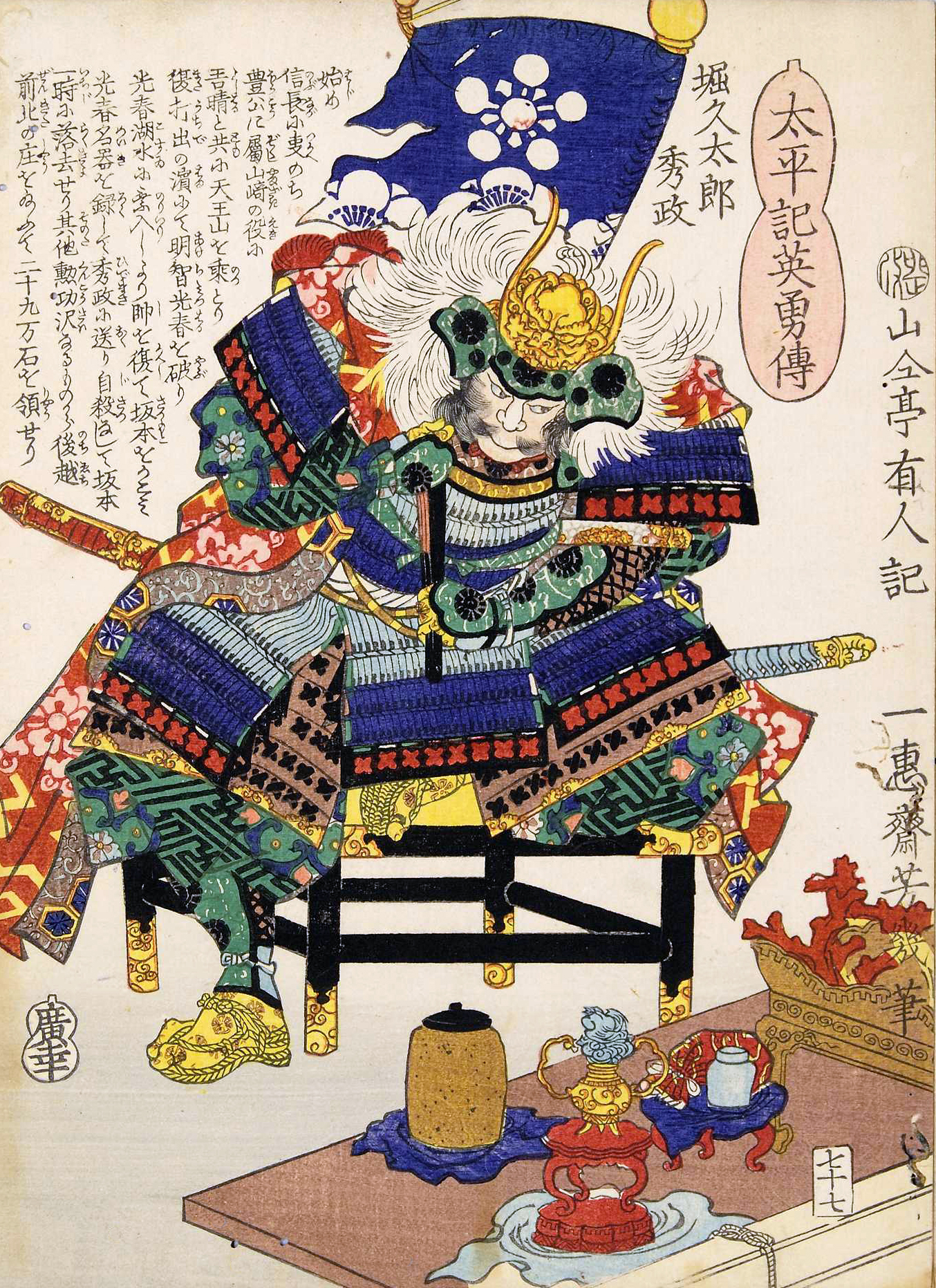
Fiktive Darstellung des Hori Hidemasa, Farbholzschnitt von Yoshiiku, 1864

Die Hori (japanisch 堀氏, Hori-shi)  waren eine Familie des japanischen Schwertadels (Buke) aus der Provinz Mino, die sich von Fujiwara no Uona ableitete.
Mit einem Einkommen von 17.000 Koku gehörte der in Iida (Präfektur Nagano) residierende wohlhabendste Zweig der Hori zu den kleineren Tozama-Daimyō der Edo-Zeit. Zu Anfang der Edo-Zeit hatte die Familie jedoch ein Gesamteinkommen von etwa 500.000 Koku bis nach einem Streitfall zwischen Hori Tadatoshi, Naokiyo und Naoyori 1610 der Shogun Tokugawa Ieyasu diesen ihre Gebiete entzog und erstere beide verbannte.

## Genealogie

### Hauptzweig
- Hidemasa (秀政; 1553–1590) diente Oda Nobunaga und dann Toyotomi Hideyoshi, von dem er 1581 die Burg Nagahama (Ōmi) erhielt. Im folgenden Jahr nahm er an der Schlacht von Yamazaki gegen Akechi Mitsuhide teil und übernahm danach die Burg Sakamoto. 1583 erhielt er die Domäne Sawayama[Anm. 1] (Ōmi) mit 90.000 Koku und 1585 Kitanojō (Echizen) mit 180.850 Koku. Hidemasa starb während der Belagerung von Odawara.[2]
- Hideharu (秀治; 1567–1606), ein Sohn Hidemasas, erhielt nach dem Tode seines Vaters Kitanojō und dann mit der Versetzung Uesugi Kagekatsus nach Aizu 1598, dessen reiche Domäne Kasugayama[Anm. 2] (Echigo) mit 300.000 Koku,[Anm. 3][3] aus der später das Lehen Takada (Echigo) hervorging.[4]
- Tadatoshi (忠俊; 1596–1622), ein Sohn Hideharus, wurde 1610 abgesetzt und in die Provinz Mutsu ins Exil geschickt.[5]

### Nebenzweig in Iida
- Chikayoshi (親良; 1580–1637), ein Sohn Hidemasas, erhielt 1598 die Domäne Zaōdō[Anm. 4] mit 40.000 Koku, übergab diese 1602 wegen Krankheit an seinen Adoptivsohn Tsuruchiyo (鶴千代; 1598?–1606), erhielt 1611 die Domäne Mooka (Shimotsuke) und dann 1627 Karasuyama (Shimotsuke). Seine Nachkommen wurden 1672 nach Iida (Shinano) mit 17.000 Koku versetzt und residierten dort bis 1868, zuletzt mit dem Ehrentitel Iwami no kami. Danach Vizegraf.

### Nebenzweig in Tamatori
- Toshishige (利重; 1581–1638), Hidemasas Bruder,[6] begründete eine weitere Linie. Er residierte in Tamatori[Anm. 5] (Hitachi) mit 10.000 Koku bis 1679.

### Nebenzweig (Okuda)
- Naomasa (直政; 1547–1609) war der Sohn von Okuda Naozumi und der Schwester Hidemasas, diente Letzterem und nahm 1585 den Namen Hori an. Später diente er Toyotomi Hideyoshi, der ihm im Jahr 1598 Sanjō (Echigo) mit 50.000 Koku gab. Naomasa hatte mehrere Söhne, die Stammväter von drei Zweigen wurden.
  - Naokiyo/Naotsugu (直清/直次; 1573–1641), Naomasas ältester Sohn, erhielt Sanjō, wurde 1610 abgesetzt und in die Provinz Dewa verbannt,[7] womit die Hauptlinie dieses Zweiges aufhörte.
  - Naoyori (直寄; 1577–1639) erhielt 1598 Sakato[Anm. 6] (Echigo), wurde 1610 nach Iiyama (Shinano) versetzt, residierte ab 1616 in Nagaoka (Echigo), ab 1618 in Murakami (Echigo). Die Familie blieb dort bis zum Tode seines Enkels Naotsugu (直政; 1614–1638).
    - Naotoki (直時; 1616–1643), zweiter Sohn Nayoris, erhielt 1639 Yasuda, später unter seinem Sohn getauscht zu Muramatsu[Anm. 7] (Echigo), wo seine Nachkommen bis 1868 in einem Festen Haus (jinya) residierten.[8] Danach Vizegraf.

  - Naoyuki (直之; 1585–1642) war Stammvater eines Zweigs, der mit seinem Sohn ab 1642 in Kariya[Anm. 8] (Kazusa), ab 1668 in Yawata[Anm. 9] (Kazusa) und von 1698 bis 1868 in Shiiya[Anm. 10] (Echigo) mit 10.000 Koku in einem Festen Haus residierte.
  - Naoshige (直重; 1585–1617) nahm 1600 an der Schlacht von Sekigahara teil wofür er die Domäne Yahagi[Anm. 11] (Shimousa) erhielt und dann an der Belagerung von Ōsaka wofür er 1615 Suzaka (Shinano) mit 12.000 Koku bekam,[9] wo seine Familie bis 1868 in einem Festen Haus residierte. Danach Vizegraf.

Nach 1868 nahm die Familie wieder den alten Namen Okuda (奥田) an.

Wappen der Muramatsu-Hori (Nagelauszieher)[10]
Wappen der Shiiya-Hori (Schildkrötenpanzer mit Blume)[10]
Wappen der Suzaka-Hori (Swastika)[10]
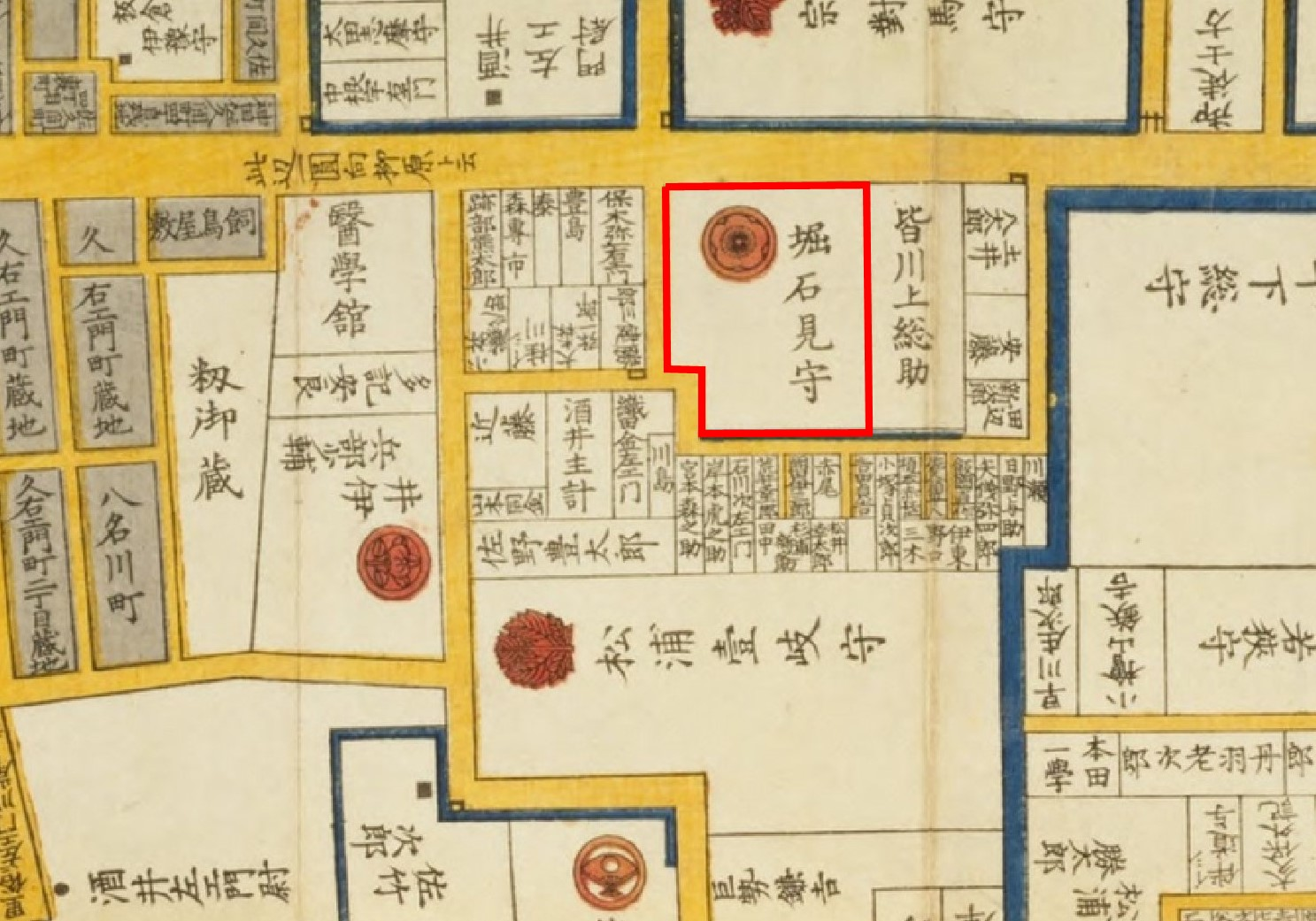
Iida-Hori-Residenz in Edo
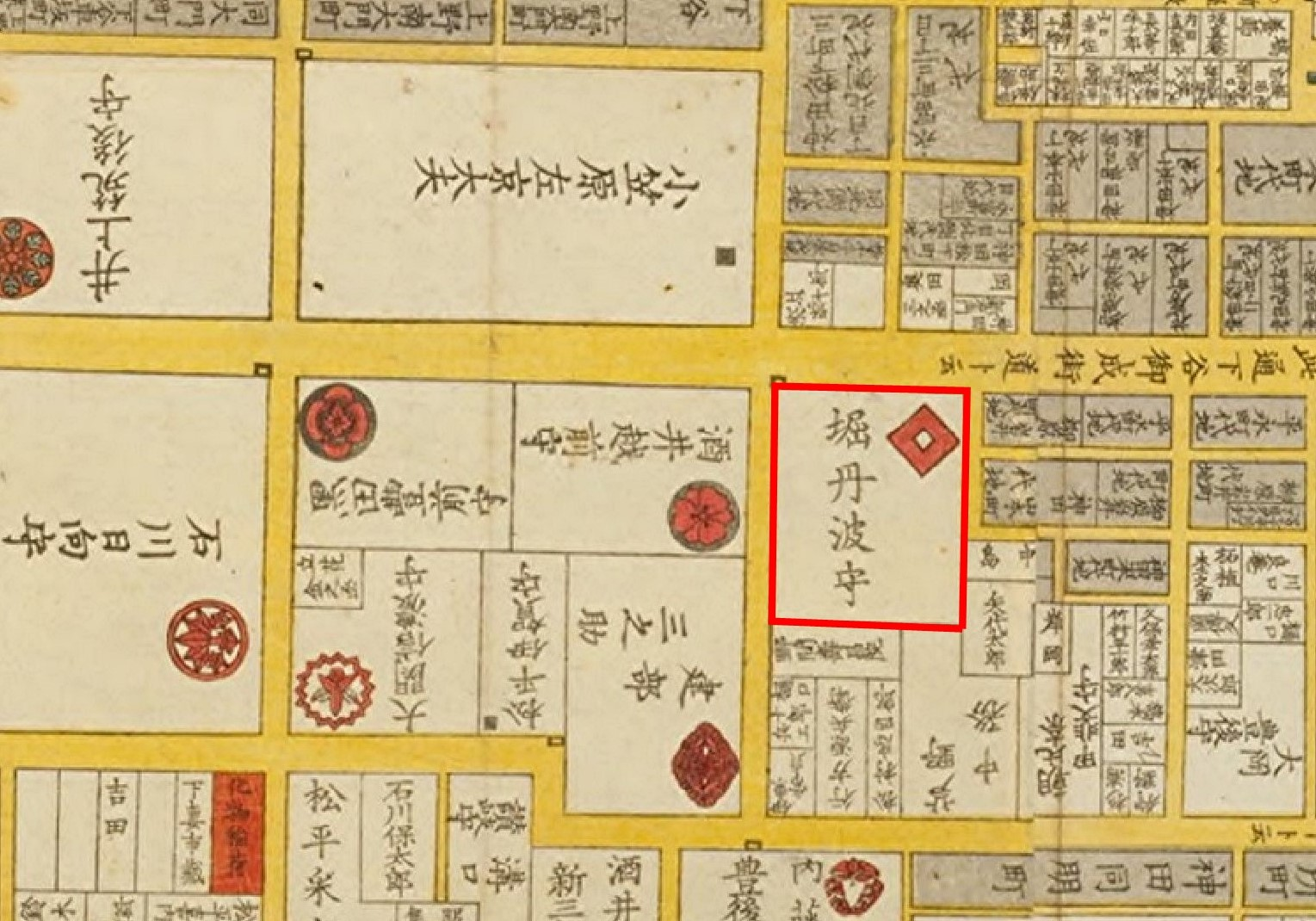
Muramatsu-Hori-Residenz in Edo
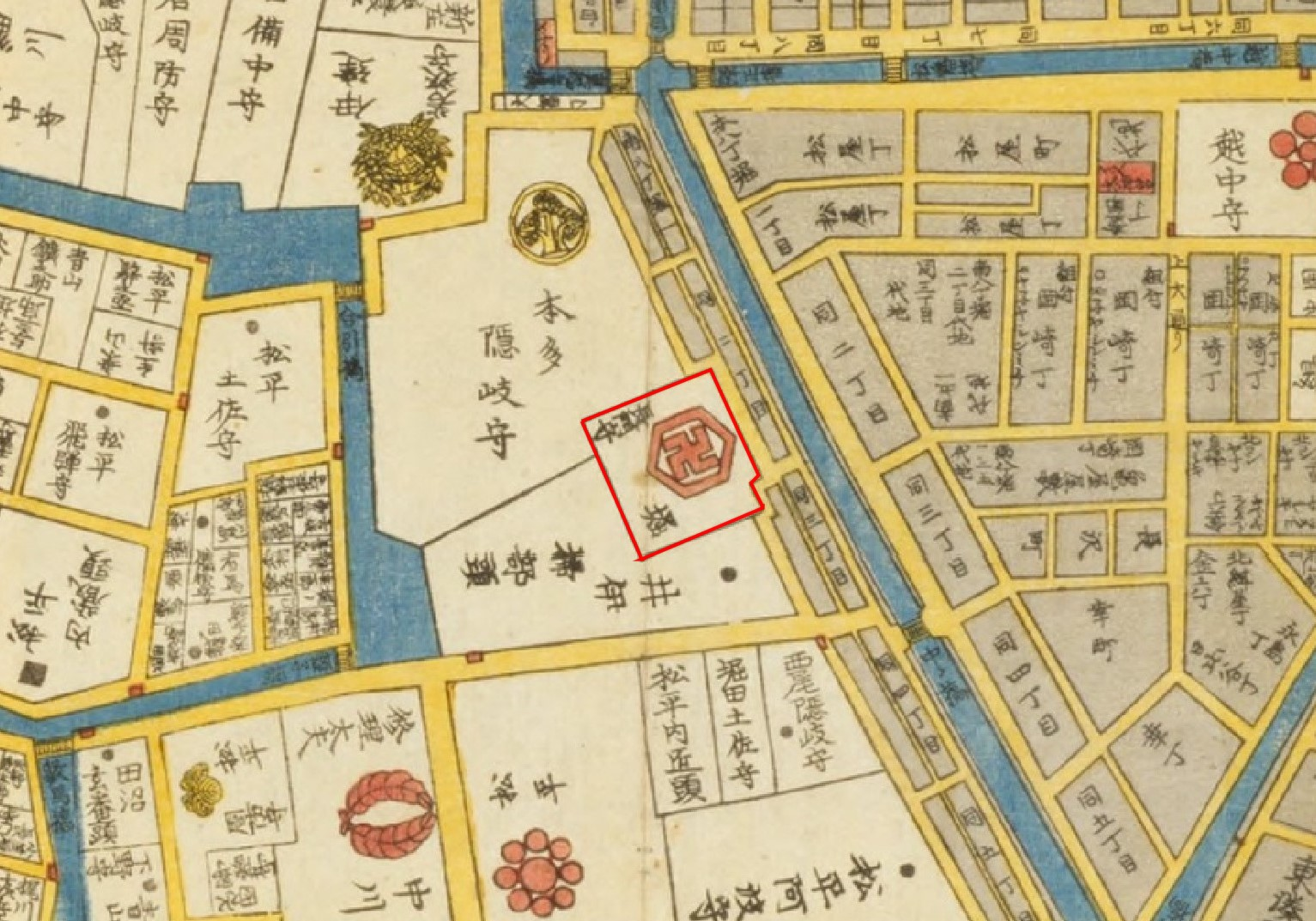
Suzaka-Hori-Residenz in Edo